# Bane (Zvezdna vrata SG-1)
Bane je naslov epizode znanstveno-fantastične serije Zvezdna vrata, v kateri med raziskovanjem novega planeta ekipo SG-1 napadejo ogromni insekti. Še preden uspejo zbežati skozi zvezdna vrata, Teal'ca eden od insektov piči. Ob vrnitvi na Zemljo začne strup povzročati preobrazbo. Carterjeva je zmedena, ker strup spreminja Teal'cov DNK. Teal'c je zaradi lastne preobrazbe na smrt prestrašen, potem pa se pojavi polkovnik Maybourne, ki bi rad strup uporabil kot biološko orožje.